# Jakob Eckert
Jakob Eckert (* 18. Oktober 1916 in Monsheim; † 5. Juni 1940 in Villers-Carbonnel) war ein deutscher Fußball-Nationalspieler, der mit Wormatia Worms dreimal in der Endrunde um die deutsche Meisterschaft stand. In diesen Endrunden bestritt er insgesamt 18 Spiele und schoss 10 Tore.

## Vereinskarriere

### Saison 1935/36
Der gelernte Weißbinder Eckert wechselte mit knapp 19 Jahren von Rhenania Rheindürkheim zu Wormatia Worms und etablierte sich direkt in seinem ersten Jahr bei den Rheinhessen. In diesem feierte er mit der Wormatia die Meisterschaft der Runde 1935/36 in der Gauliga Südwest und hatte mit drei Treffern im letzten und entscheidenden Spiel um die Südwestmeisterschaft gegen Eintracht Frankfurt großen Anteil daran, dass die Teilnahme an der Endrunde um die deutsche Meisterschaft gesichert werden konnte. Im Kicker hieß es dazu:

„Der Angriff der Wormser hatte in Eckert seinen besten Mann. Dieser fast schmächtige, blonde Spieler hat's im Gefühl, wie man den Ball behandelt, er hat den richtigen Riecher für gute Gelegenheiten vor des Gegners Kasten, er ist schnell, er kann schießen, er denkt.“

In der Endrunde trafen die Wormser in der Gruppe C auf den 1. SV Jena, die Stuttgarter Kickers und den späteren Meister 1. FC Nürnberg. Mit zwei Siegen und einem Remis in sechs Spielen belegte die Wormatia den zweiten Platz in ihrer Gruppe. Eckert wirkte in allen sechs Endrundenspielen mit und erzielte dabei vier Treffer, unter anderem das zwischenzeitliche 1:1 beim 2:2-Unentschieden gegen den 1. FC Nürnberg vor 30.000 Zuschauern im Frankfurter Waldstadion.

### Saison 1936/37
Auch in der Spielzeit 1936/37 konnte die Wormatia die Südwestmeisterschaft ergattern, und wieder waren die Spiele gegen Eintracht Frankfurt entscheidend. Im Hinspiel, beim 5:1-Heimsieg im Wormatia-Stadion, glänzte Eckert mit einem Doppelpack, und auch im Rückspiel, einem 1:1 am Bornheimer Hang, konnte er laut einem Redakteur des Fachmagazins „Fußball“ der Begegnung seinen Stempel aufdrücken:

„In diesem Spiele empfahl sich Eckert wieder einmal für internationale Aufgaben. Er erweist sich immer mehr als der geborene Nachfolger eines Conen und sollte dies nicht nur für den Gau sein. Im Grunde genommen besitzt er alle Tugenden eines Mittelstürmers: er ist jung, schnell, durchschlagskräftig, schußbegabt, kräftig und hat auch viel Sinn für Aufbau und Zusammenspiel. Seit Kohr und Conen kenne ich keinen Mittelstürmer in Deutschland, der alle diese Eigenschaften derartig vereinigt wie Eckert, Worms.“

Durch das 1:1 in Frankfurt reichte den Wormsern ein Unentschieden am letzten Spieltag beim FK Pirmasens, und diese Aufgabe erfüllten die Rheinhessen mit einem 0:0. Zum zweiten Mal in Folge qualifizierte man sich für die Endrunde um die deutsche Meisterschaft.
Wieder war Eckert in jedem Spiel der Endrunde im Einsatz und erzielte insgesamt drei Tore, alle in den Spielen gegen den Spielverein 06 Kassel. Die anderen Gegner in Gruppe C waren SV Dessau 05 und VfB Stuttgart. Nach einem guten Start mit 7:1 Punkten war man im vorentscheidenden Heimspiel, wieder im Frankfurter Waldstadion, gegen den VfB Stuttgart knapp mit 0:1 unterlegen. Schlussendlich blieb der Wormatia die Teilnahme am Halbfinale um die deutsche Meisterschaft wegen des schlechteren Torverhältnisses verwehrt.
Auch im nationalen Pokal wussten Eckert und die Wormatia zu überzeugen. Erst im Halbfinale musste man sich, früh auf neun Spieler dezimiert, dem späteren Pokalsieger VfB Leipzig mit 5:1 geschlagen geben. "Bobbel", wie Eckert auch genannt wurde, absolvierte alle Pokalspiele und konnte insgesamt vier Tore verbuchen.

### Saison 1937/38
In der Saison 1937/38 konnten Eckert und die Wormatia nicht in den Kampf um die Südwestmeisterschaft eingreifen und die Leistungen der Vorsaison bestätigen. Man beendete die Saison auf dem dritten Rang der Gauliga Südwest. Nur unregelmäßig blitzte Eckerts alte Stärke auf, so traf er zum Beispiel bei einem 2:0-Heimsieg gegen den späteren Gaumeister Eintracht Frankfurt, einem der wenigen Wormser Höhepunkte in dieser Saison.
Auch im Pokal konnte die Wormatia nicht an die Vorjahresleistungen anknüpfen und scheiterte schon im Achtelfinale etwas überraschend mit einer 2:4-Niederlage bei BC Hartha. Der "Eckert-Bobbel" wusste in diesem Wettbewerb allerdings durchaus zu überzeugen und traf dreimal in zwei Einsätzen.

### Saison 1938/39
In dieser Spielzeit präsentierten sich Jakob Eckert und die Wormser wieder verbessert und sicherten sich im Dreikampf mit den beiden Frankfurter Vertretern FSV und Eintracht den dritten Titel innerhalb von vier Jahren. Somit war man wieder für die Endrunde um die deutsche Meisterschaft qualifiziert und traf in Gruppe 4 auf den FC Schalke 04, Vorwärts-Rasensport Gleiwitz und CSC 03 Kassel. Eckert stand in allen sechs Endrundenspielen auf dem Platz und erzielte dabei drei Tore. Am bemerkenswertesten sicherlich sein Treffer zum 1:0 beim überraschenden 2:1-Auswärtssieg gegen den späteren Meister Schalke 04, der einzigen Schalker Niederlage in der gesamten Saison.
Im Pokal enttäuschten Eckerts Wormaten allerdings und verpassten durch eine Niederlage bei SC Opel Rüsselsheim die Teilnahme an der 1. Schlussrunde.

### Nach der Saison 1938/39
Nach dem Ausbruch des Zweiten Weltkrieges war für Eckert nicht mehr an regelmäßiges Fußballspielen im Wormatia-Dress zu denken. Er kam nur noch dreimal in Pflichtspielen zum Einsatz, einmal anlässlich einer 0:9-Pokalniederlage beim VfL Köln 1899 und zweimal in der Gauliga Südwest (Staffel Saarpfalz). Sein letztes Spiel für die Wormatia bestritt der Angreifer am 28. April 1940 bei einer 1:6-Freundschaftsspielniederlage gegen die Frankfurter Eintracht, Eckert bereitete das einzige Wormser Tor vor. Nur kurze Zeit später, am 5. Juni 1940, fiel der 23-Jährige während des Westfeldzuges bei Kämpfen an der Somme. Franz Krawutschke schrieb in einem Nachruf der "Wormser Zeitung":

„1935/36 war es, als der junge Blondschopf vom FC Rhenania Rheindürkheim zu den Wormaten stieß, und von da ab wurde er bekannt. Oft umstritten wegen seiner Leistungen, hat er sich aber doch durchgesetzt. Im Angriff der Wormaten war er der Brecher, der immer wieder den Ball an sich zog und die gegnerische Verteidigung beunruhigte, und wenn er dann zum Schuß kam, dann hatte es meist „geschellt“.“

## Auswahlspiele
Eckert schaffte es durch seine guten Leistungen in Worms schon früh in die Auswahl des Gaues Südwest und wurde regelmäßig in dessen Kader berufen. So spielte er zum Beispiel schon im November 1935 bei einem 5:2-Sieg im Reichsbundpokal gegen die Auswahl Niedersachsens und traf dabei doppelt. Torschütze war er auch im Reichsbundpokalfinale 1938, als er den Ehrentreffer zum 1:3 gegen die Nordmark-Auswahl um Rudolf Noack und Erwin Reinhardt markierte.
Auch überregional fand der Rheindürkheimer Beachtung. 1936 nahm Eckert mit 42 anderen Spielern an einem einwöchigen Nationalspieler-Lehrgang in Duisburg teil, der im Hinblick auf die in jenem Jahr in Berlin stattfindenden Olympischen Sommerspiele durchgeführt wurde. Dort wusste er die Verantwortlichen zu überzeugen und schaffte den Sprung in die deutsche Olympiaauswahl, welche 22 Spieler umfasste. Beim olympischen Fußballturnier, in dem die deutsche Auswahl überraschend an Norwegen scheiterte, kam Eckert allerdings nicht zum Einsatz.
Der Höhepunkt seiner Laufbahn im Auswahlbereich war aber sicherlich die Berufung in die deutsche A-Nationalmannschaft für das Länderspiel gegen die Schweiz am 2. Mai 1937 in Zürich. Bei dem 1:0-Sieg der Deutschen durch ein Tor von Albin Kitzinger stand Eckert in der ersten Elf und kam somit zu seinem ersten – und gleichzeitig einzigen – Länderspieleinsatz.